# George Ramsay, VIII conte di Dalhousie
George Ramsay, VIII conte di Dalhousie (1730 – 15 novembre 1787), è stato un nobile e politico inglese.

## Biografia
Era il secondogenito di Lord George Ramsay, figlio di William Ramsay, VI conte di Dalhousie, e di sua moglie, Jean Maule.

## Carriera
È stato Gran maestro della massoneria scozzese e un rappresentante dei pari per la Scozia nella Camera dei lord (1774-1781). Ha ricoperto la carica di High Commissioner of the General Assembly of Scotland (1777-1782).
Nel 1764, successe al fratello nella contea.

## Matrimonio
Sposò, il 30 luglio 1767, Elizabeth Glen (1739-17 febbraio 1807), figlia di Andrew Glen. Ebbero cinque figli:
- Lady Elisabeth Ramsay (6 settembre 1769-3 giugno 1848), sposò Sir Thomas Moncreiffe, V Baronetto, ebbero due figli;
- George Ramsay, IX conte di Dalhousie (23 ottobre 1770-21 marzo 1838);
- William Ramsay, I barone di Panmure (27 ottobre 1771-13 aprile 1852);
- Lord James Ramsay (4 ottobre 1772-15 novembre 1837);
- Lord John Ramsay (21 aprile 1775-28 giugno 1842), sposò Mary Delise, ebbero sette figli.

Ebbe una figlia illegittima:
- Mary Ramsay, sposò James Hay, ebbero una figlia.

## Morte
Morì il 15 novembre 1787.
| Controllo di autorità | VIAF (EN) 63093125 · LCCN (EN) n88085009 |